# Shakuntala

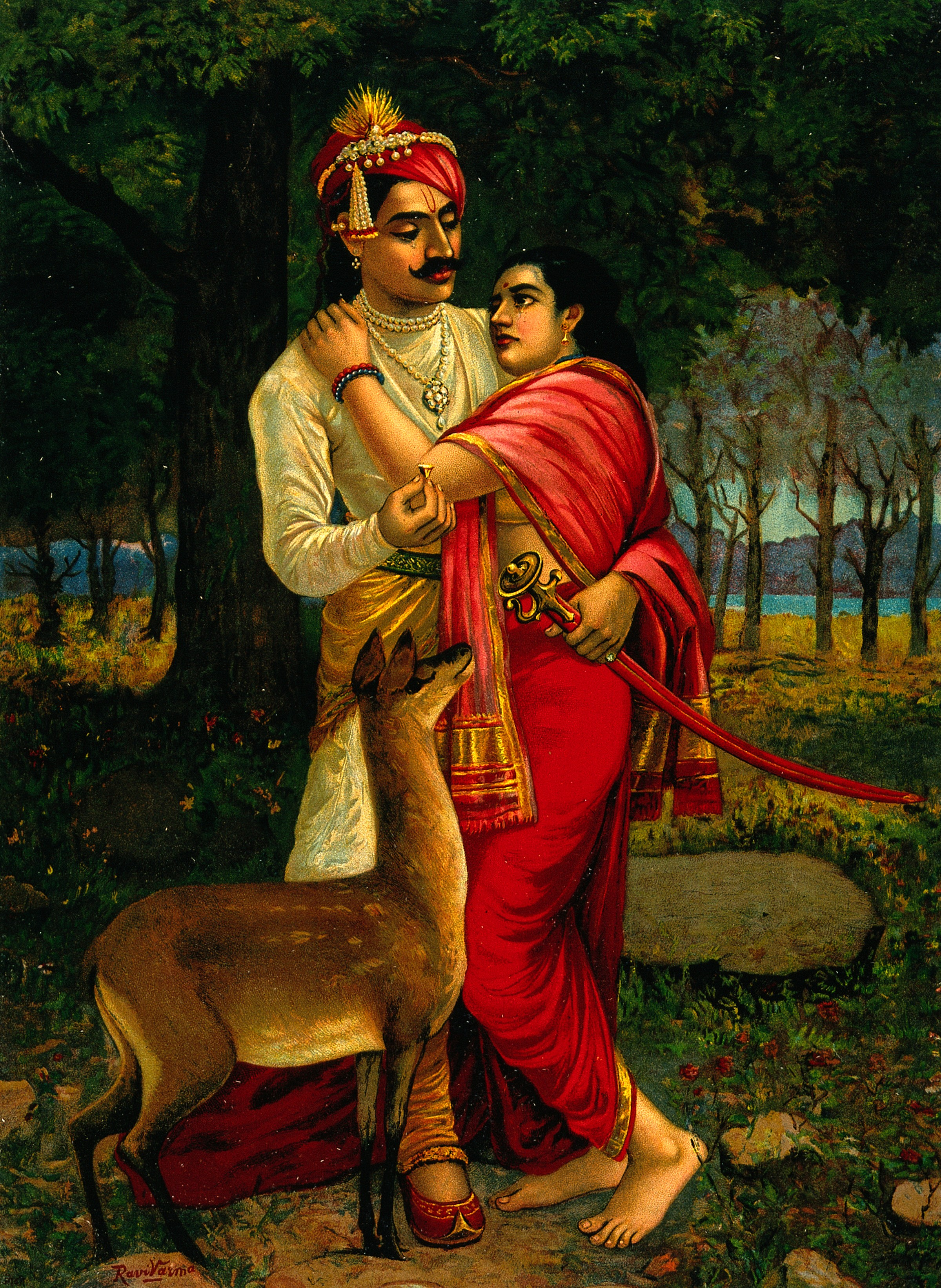
Shakuntala và vua Dushyanta

Shakuntalaa (tiếng Phạn: Śakuntalāa, phát âm âm nhạc là Sơ-kun-ta-la) là vợ của vua Dushyanta và là mẹ của Hoàng đế Bharata. Câu chuyện của bà được kể trong tác phẩm Adi Parva, phần đầu tiên trong số mười tám phần của sử thi Ấn Độ cổ đại Mahabharata, sau này được nhiều nhà văn dựng kịch, bản chuyển thể nổi tiếng nhất là Vở kịch Abhijñānaśākuntala của Kalidasa. Có hai câu chuyện khác nhau về cuộc đời của Shakuntala. Phiên bản đầu tiên mô tả trong bộ sử thi Mahabharata, một trong hai sử thi lớn của Ấn Độ giáo theo truyền thống được cho là của nhà hiền triết Vyasa. Câu chuyện này đã được nhà thơ Kalidasa chuyển thể thành vở kịch vào thế kỷ thứ 4-5 CN.

## Câu chuyện
Câu chuyện thần thoại này bắt đầu từ bối cảnh một lần, Vishvamitra bắt đầu thiền định để đạt được trạng thái Brahmarshi. Sự sám hối mãnh liệt khiến thần sét Indra kinh hãi vì sợ Vishvamitra nhòm ngó đến ngai vàng của mình. Để kết thúc việc đền tội, Indra đã cử Menaka là một vũ nữ Apsara, đến để dụ anh ta và đưa ra khỏi nơi cầu nguyện. Menaka đến chỗ thiền định của Vishwamitra và bắt đầu quyến rũ anh ta. Vishvamitra không thể kiểm soát được dục vọng và ham muốn của mình và đã trót nhỡ phá giới. Vishvamitra và Menaka sống với nhau được vài năm và họ ân ái sinh được một cô con gái khả ái.
Sau này Vishvamitra nhận ra tất cả những điều đó đều là thủ đoạn của Indra và nhận ra rằng mình cần phải kiểm soát cảm xúc. Vishvamitra rời Menaka và Menaka để đứa bé gần nơi ẩn náu của Rishi Kanva trước khi trở về cõi trời. Rishi Kanva tìm thấy hai đứa trẻ xinh đẹp trong ẩn thất của mình được những con chim Shakunta (tiếng Phạn: शकुन्त, śakunta) vây quanh vì vậy, ông đặt tên cho bé gái là Shakuntala (tiếng Phạn: शकुन्तला) nghĩa là được hộ giá Shakunta. Sau này, Vua Dushyanta lần đầu chạm mặt Shakuntala khi dẫn quân đi vi hành xuyên rừng, lúc này nhà vua đang truy đuổi một con nai bị thương trong chuyến đi săn. Shakuntala và Dushyanta yêu nhau và kết hôn. Trước khi trở về vương quốc của mình, Dushyanta đã trao chiếc nhẫn hoàng gia cá nhân của mình cho Shakuntala như một biểu tượng cho lời hứa với vợ rằng sẽ đưa cô ấy về cung điện của mình với tư cách là nữ hoàng.

## Phim ảnh
| Năm  | Phim và truyền hình    | Thủ vai            | Đạo diễn                              |
| ---- | ---------------------- | ------------------ | ------------------------------------- |
| 1920 | Shakuntala             | Dorothy Kingdom    | Suchet Singh                          |
| 1920 | Shakuntala             |                    | Shree Nath Patankar                   |
| 1929 | Shakuntala             |                    | Fatma Begum                           |
| 1931 | Shakuntala             | Khurshid Begum     | Mohan Dayaram Bhavnani                |
| 1931 | Shakuntala             |                    | J.J. Madan                            |
| 1932 | Shakuntala             | Surabhi Kamalabai  | Sarvottam Badami                      |
| 1940 | Sakuntalai             | M. S. Subbulakshmi | Ellis R. Dungan                       |
| 1941 | Shakuntala             | Jyotsna Gupta      | Jyotish Bannerjee                     |
| 1943 | Shakuntala             | Jayashree          | V. Shantaram                          |
| 1961 | Shakuntala             | Amala Katarki      | Bhupen Hazarika                       |
| 1961 | Stree                  | Sandhya Shantaram  | V. Shantaram                          |
| 1965 | Sakunthala             | K. R. Vijaya       | Kunchacko                             |
| 1966 | Shakuntala             | K. R. Vijaya       | Kamalakara Kameswara Rao              |
| 1985 | Anantyatra             | Anuradha Patel     | Jayoo Patwardhan, Nachiket Patwardhan |
| 1985 | Raja Rishi             | Nalini             | K. Shankar                            |
| 1988 | Bharat Ek Khoj         | Pallavi Joshi      | Shyam Benegal                         |
| 1991 | Brahmarshi Vishwamitra | Madhumita          | N. T. Rama Rao                        |
| 2000 | Gaja Gamini            | Madhuri Dixit      | M. F. Husain                          |
| 2009 | Shakuntala             | Neha Mehta         | Various                               |
| 2021 | Sakuntalam             | Payal Shetty       | Dushyanth Sridhar                     |